# Хишам аль-Хашеми
Хишам аль-Хашеми (араб. هشام الهاشمي‎; 9 мая 1973 — 6 июля 2020) — иракский историк и исследователь в области безопасности, стратегических вопросов и экстремистских групп, а также специалист по теме Исламского государства и его сторонников. Он также был советником иракского правительства по борьбе с терроризмом.

## Биография
Аль-Хашеми родился в 1973 году в Багдаде. Он стал историком и исследователем в области безопасности и стратегических вопросов. Он был последователем иракских исламских групп с 1997 года. Он работал в области современных и «юриспруденциальных» рукописей, хотя его академическим достижением был бакалавр экономики и администрации — департамент статистики. Он имел научную степень в области хадисоведения и интересовался историей Аз-Захаби. Он был арестован и приговорён к тюремному заключению режимом Саддама Хусейна из-за его связи с салафитским джихадизмом, затем он был освобождён из тюрьмы в 2002 году. После 2003 года он перешёл на работу в прессу, начал писать репортажи и документы для иностранных газет и каналов, а также начал вести блог о вооружённых группировках в Ираке. 1 июля 2020 года он опубликовал отчёт под названием «Внутренний спор в Силах народной мобилизации», свою последнюю работу перед убийством.

## Убийство
6 июля 2020 года аль-Хашеми был застрелен вечером возле своего дома в Зайуне, Багдад, двумя неизвестными боевиками на мотоцикле. Он умер в ближайшей больнице Ибн Аль-Нафис вскоре после прибытия. В июле 2020 года расследование BBC показало, что Катаиб Хезболла причастна к убийству аль-Хашеми.
Он был похоронен на кладбище Вади ас-Салям в Наджафе.

### Последствия
Убийство аль-Хашеми вызвало бурю негодования в Ираке и среди более широкого международного сообщества, что привело к обвинениям военизированных групп, таких как Катаиб Хезболла и Исламское государство, при этом официальное расследование не обвинило ни одну группу, и ни одна группа не взяла на себя ответственность. Однако, как сообщается, аль-Хашеми получал прямые угрозы смертью и похищением от членов и командиров Катаиб Хезболла и Сил народной мобилизации.
В июле 2021 года были арестованы четверо мужчин, в том числе Ахмед Хамдави Овайид Кинани, который признался, что убил аль-Хашеми из лицензированного оружия, поскольку ранее работал в Министерстве внутренних дел. В мае 2023 года суд в Багдаде приговорил вышеупомянутого бывшего полицейского к смертной казни за убийство аль-Хашеми, и это решение могло быть обжаловано.

## Работы
- Алем Даеш
- История Аль-Каиды в Ираке
- Организация Исламского государства изнутри

Более 500 статей и исследований, опубликованных в иракских и арабских газетах и журналах об экстремистских группировках.

## Должности
- Директор программы национальной безопасности и борьбы с терроризмом Центра стратегических исследований и исследований AKD.
- Советник по безопасности Синдиката иракских журналистов.
- Член Научного комитета Багдадской конференции по борьбе с терроризмом.
- Преподаватель по борьбе с терроризмом в академиях безопасности.
- Приглашённый научный сотрудник Центра стратегических исследований Риверса.
- Член группы советников Комитета по осуществлению и последующим мерам национального примирения при канцелярии премьер-министра Ирака.
- Советник по безопасности иракской организации по наблюдению за журналистскими свободами.